# Ludwig Bölkow

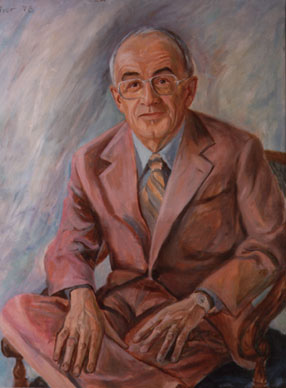
Ludwig Bölkow,
Porträt von Günter Rittner 1978

Ludwig Bölkow (* 30. Juni 1912 in Schwerin; † 25. Juli 2003 in Grünwald) war ein deutscher Ingenieur und Unternehmer. Bölkow war Gründer des Flugzeugherstellers Bölkow GmbH, der 1969 Teil von Messerschmitt-Bölkow-Blohm wurde.

## Elternhaus
Der Vater Ludwig Bölkow sen. (1886–1952) war Werkmeister bei Anton Fokker in Schwerin. Er machte sich Anfang der 1920er Jahre als Polsterer, Tapezierer und Dekorateur selbstständig, nachdem die Fokker Flugzeugwerke 1919 von Schwerin-Görries in die Niederlande verlegt wurden.

## 1932–1945
Nach seinem Abitur am Realgymnasium in Schwerin im Frühjahr 1932 studierte Ludwig Bölkow (jr.) von Herbst 1933 bis Anfang 1939 in Berlin an der TH Charlottenburg (jetzt Technische Universität Berlin) Maschinenbau, Fachrichtung Flugzeugbau. Ab März 1939 arbeitete er in der Abteilung Aerodynamik des Projektbüros der Messerschmitt AG in Augsburg, wo er an der Entwicklung der Bf 109 G, der Me 210 sowie des ersten serienmäßig einsatzfähigen düsengetriebenen Jagdflugzeugs der Welt, der Messerschmitt Me 262 beteiligt war. Zu seinem Beitrag an diesen Entwicklungen sagte er später:

„Ich hab' dann die Me 109 überarbeitet, 30.000 Fehler waren in den Zeichnungen, mit einer kleinen Mannschaft, die ich begeistern konnte, und wir waren im Jahre 1943 so schnell wie die neuesten amerikanischen Entwicklungen, der Mustang, mit der uralten Me 109. […] Und einige kühne Vorschläge – wir hatten noch keine Computer damals – mit denen ich diesen Riesenrechenwust, der vor uns lag, etwas intuitiv überbrücken konnte, hatten großen Erfolg, und so hatte ich in meiner ersten Zeit dort, das war einer meiner Dinge wo ich noch heute darauf stolz bin, Wesentliches dazu beigetragen, dass diese berühmte Messerschmitt 262 ihre Form bekam: Flügelprofile, Rumpfprofile, Leitwerkslagen und Ähnliches.“

Im Jahr 1943 wurde ihm in Wiener Neustadt die Leitung eines Entwicklungsbüros der Wiener Neustädter Flugzeugwerke (WNF) übertragen, das für die Konstruktion der Bf 109 K verantwortlich zeichnete. Im Januar 1944 zog das Projektbüro nach Oberammergau um. Dort arbeitete Bölkow bis zum Kriegsende.

## Nach 1945

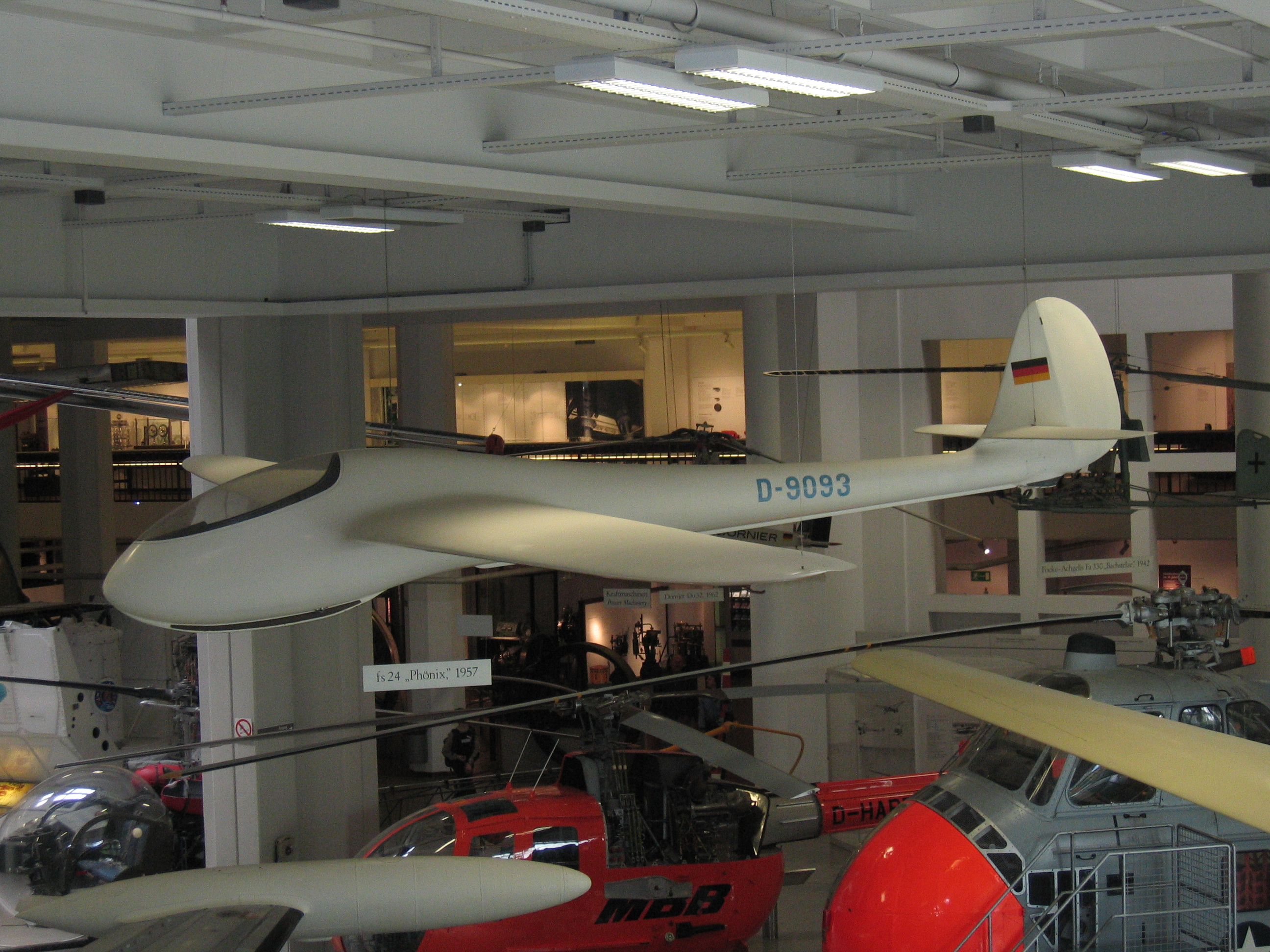
Eine Fs 24 Phönix

1948 gründete Bölkow sein eigenes Ingenieurbüro in Stuttgart-Degerloch, wo Arbeitsstudien für moderne Bauweisen und Entwicklungen für Baumaschinen und Förderanlagen für Baustoffe erfolgten. 1954 begann er sich mit seiner Firma Bölkow-Entwicklungen KG wieder der Luftfahrt zuzuwenden. 1958 wurde das Ingenieurbüro nach Ottobrunn verlegt, und ein Jahr später begann eine Zusammenarbeit mit Heinkel und Willy Messerschmitt unter dem Namen „Entwicklungsring Süd“.
Zwischen 1959 und 1965 legte Ludwig Bölkow mit der Übernahme der Waggon- und Maschinenbau GmbH Donauwörth (WMD) den Grundstein für das jetzige Airbus-Helicopters-Werk in Donauwörth. Seit den späten 1960er Jahren wurde dort der Hubschrauber Bo 105 in Serie gefertigt. Bölkow entwickelte einen Rotorkopf, der nahezu unverändert auch heute noch im MBB/Kawasaki BK 117 eingesetzt wird. Mit der Bo 105 „Christoph 1“ etablierte Bölkow erstmals die Luftrettung in Deutschland, die heute in fast allen Ländern Europas Standard ist.
Bölkow widmete sich der Luft- und Raumfahrt, Waffensystemen und landgebundenen Transportmitteln. Im März 1960 gründete Bölkow eine Niederlassung in Laupheim, aus der die heutige Diehl Aviation Laupheim GmbH hervorging. Hier wurde ein Teil der sehr leichten und wendigen Hightech-Segel- und Motorflugzeuge (zum Beispiel die Fs 24 Phönix) aus Glasfaserverbundwerkstoffen gebaut. Sie war damals ein Novum und ist im Deutschen Museum in München ausgestellt. 
1965 gründete Ludwig Bölkow die Bölkow GmbH, die 1968 mit der Messerschmitt AG und 1969 mit dem Hamburger Flugzeugbau GmbH zur Messerschmitt-Bölkow-Blohm GmbH (MBB) fusionierte. Aus der Geschäftsführung dieser Firma schied er 1977 aus. MBB ging Anfang der 1990er Jahre in der Daimler Aerospace AG (DASA) auf. Diese wiederum wurde Teil des Luftfahrt- und Rüstungskonzerns EADS.
Von 1976 bis 1982 war Bölkow Präsident des Bundesverbandes der Deutschen Luft- und Raumfahrtindustrie.
1983 gründete er in Ottobrunn die Ludwig-Bölkow-Stiftung, um Technologie ökologischer zu gestalten.

„Durch die Betrachtung von weit vor uns liegenden Zeiträumen sollen Maßstäbe für heutiges Handeln gefunden werden. Dies ist angesichts der Trägheit der grundlegenden Umstellungsvorgänge in Technik und Gesellschaft keine intellektuelle Spielerei, sondern von existenzieller Bedeutung für die Menschheit. (…) Die Stiftung soll gerade hier begründete Aussagen erarbeiten und diese unabhängig von Einzelheiten in – auch für Nichtfachleute – fassbarer Form verbreiten und so Entscheidungen für die kommenden Generationen heute durchsetzbar machen.“

In der hier angesiedelten Ludwig-Bölkow-Systemtechnik GmbH wurden Pläne für eine Magnetschwebebahn, Solarfabriken in der Wüste und für eine effiziente Speicherung von Wasserstoff als Energieträger gemacht.
Seit 2004 gibt es den nach ihm benannten Ludwig-Bölkow-Journalistenpreis.

## Auszeichnungen
Ludwig Bölkow wurde mit folgenden Auszeichnungen geehrt:
- Ehrenring des Vereins Deutscher Ingenieure (VDI) (1952)
- Bayerischer Verdienstorden (1969)
- Diesel-Goldmedaille (1969)
- Ludwig-Prandtl-Ring der Deutschen Gesellschaft für Luft- und Raumfahrt (DGLR) (1972)
- Werner-von-Siemens-Ring[5] (1972)
- Großes Verdienstkreuz des Verdienstordens der Bundesrepublik Deutschland (1972)
- Ehrendoktorwürde (Dr.-Ing. E. h.) der Technischen Hochschule Stuttgart (1974)
- Goldmedaille der Royal Aeronautical Society (1978)
- Bayerischer Maximiliansorden für Wissenschaft und Kunst (1984)
- Goldener Ehrenring des Deutschen Museums (1984)
- Grashof-Denkmünze des Vereins Deutscher Ingenieure (1985)
- Goldene Peutinger-Medaille für die Verdienste um die Einführung alternativer Energiequellen (1986)
- Großes Verdienstkreuz mit Stern des Verdienstordens der Bundesrepublik Deutschland (1987)
- Ehrendoktorwürde der Universität der Bundeswehr München (Neubiberg) (1987)
- Daniel Guggenheim Medal (1994)
- Mentor-Preis der Mannheimer Versicherung (1994)
- Goldene Ehrenmünze der Landeshauptstadt München (1997)
- Großes Verdienstkreuz mit Stern und Schulterband des Verdienstordens der Bundesrepublik Deutschland (1999)
- Ehrenbürgerschaft der Landeshauptstadt Schwerin (2000). Am 27. Juni hatte die Stadtvertretung der Landeshauptstadt Schwerin über die Streichung Ludwig Bölkow von der Ehrenbürgerliste beraten. Grund waren Erkenntnisse, dass er 1945 als Passfälscher für Angehörige der Waffen-SS aktiv war. Der Antrag wurde abgelehnt.
- Großkreuz des Verdienstordens der Bundesrepublik Deutschland (2003)

## Sonstiges
Im Jahr 1999 stiftete Ludwig Bölkow dem Staatlichen Museum seiner Heimatstadt Schwerin 15 Bronzeplastiken und eine Holzplastik des Bildhauers Ernst Barlach, die er ab den 1980er Jahren für den Privatgebrauch erworben hatte. Darunter befinden sich „Der Singende Mann“ (1928), „Russische Bettlerin II“ (1907), „Lesender Klosterschüler“ (1930), „Der Sinnende“ und „Das Wiedersehen (Christus und Thomas)“ (1926).

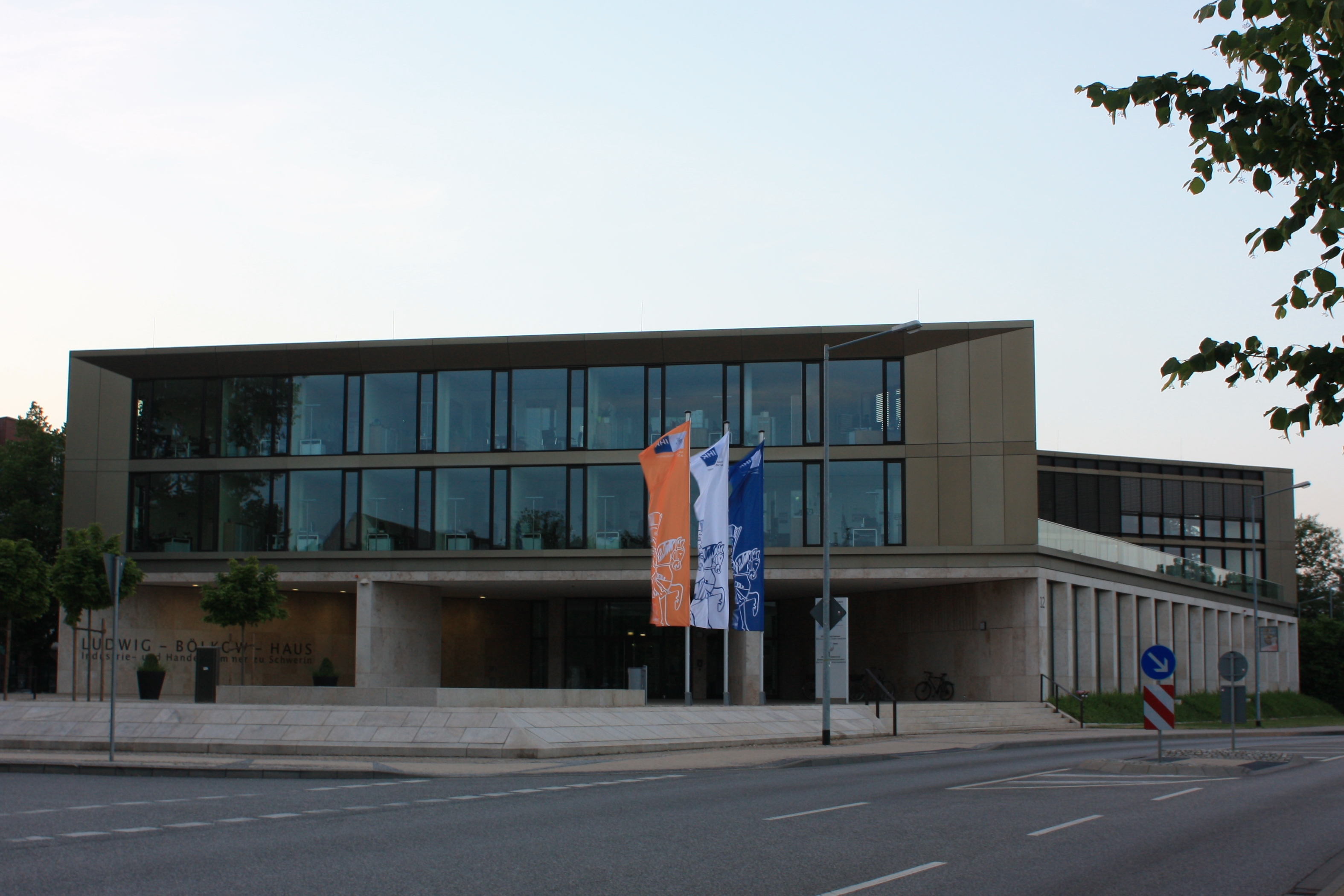
Ludwig-Bölkow-Haus der IHK Schwerin

## Würdigung
Im Jahr 2004 wurde die staatliche Berufsschule in Donauwörth in „Ludwig-Bölkow-Schule Staatliche Berufsschule Donauwörth“ umbenannt. Danach wird seit 2007 an der Ludwig-Bölkow-Schule jährlich der von Ehefrau Eleonore Bölkow-Konschak gestifteten Ludwig-Bölkow-Preis verliehen. Dieser Preis wird an Berufsschüler verliehen, die sich – neben guten Noten in der Berufsschule – auch außerberufschulisch engagieren.
In Taufkirchen bei München gibt es eine Ludwig-Bölkow-Allee und den Ludwig Bölkow Campus. Eine Ludwig-Bölkow-Straße gibt es in seiner Geburtsstadt Schwerin, in Durlangen, in Laupheim, in Sauerlach und am Airbus Helicopters-Zentrum in Donauwörth sowie auf dem Airbus-Werk in Hamburg-Finkenwerder. Weiterhin ist das Gebäude der Industrie- und Handelskammer Schwerin nach Ludwig Bölkow benannt.
Ein Exemplar des revolutionären Hubschraubers Bo 105 steht in Donauwörth am Kreisverkehr zum Gewerbegebiet bei Airbus Helicopters.

## Fernsehen
- Ludwig Bölkow. Techniker und Visionär. ca. 45 Minuten, Bayerischer Rundfunk 2003